# Erin Dobratz
Erin Dobratz, född den 19 oktober 1982 i Concord, USA, är en amerikansk konstsimmare.
Hon tog OS-brons i lagtävlingen i konstsim i samband med de olympiska konstsimstävlingarna 2004 i Aten.